# Gewone urnkorstzwam
De gewone urnkorstzwam (Sistotrema octosporum) is een schimmel die behoort tot de familie Hydnaceae. Deze grondbewoner leeft saprotroof op allerlei strooisel, twijgen, takken, enzovoorts. Hij kan talrijk zijn op basische (eventueel bekalkte) bodems.

## Kenmerken
De sporen zijn iets smaller dan andere soorten uit het geslacht Sistotema. Ze meten 4,5-5,5 × 2-3 µm.

## Verspreiding
De gewone urnkorstzwam komt in Nederland matig algemeen voor. Hij staat niet op de rode lijst en is niet bedreigd.